# إيفان بركيتش
إيفان بركيتش (بالكرواتية: Ivan Brkić) هو لاعب كرة قدم كرواتي في مركز حراسة المرمى، ولد في 29 يونيو 1995 في كوبريفنيتسا في كرواتيا. شارك مع منتخب كرواتيا تحت 19 سنة لكرة القدم ومنتخب كرواتيا تحت 21 سنة لكرة القدم. أما مع النوادي، فقد لعب مع نادي إسترا 1961.

## وصلات خارجية
- إيفان بركيتش على موقع اتحاد كرواتيا (الكرواتية)
- إيفان بركيتش على موقع قاعدة بيانات كرة القدم.إي يو (الإنجليزية)
- إيفان بركيتش على موقع Soccerway.com (الإنجليزية)

{{شريط تصفح تشكيلة فريق كرة قدم
|الاسم=
|اسم الفريق= نادي نيفتشي باكو
|القائمة=
- 1 بالاييف
- 3 وردي
- 4 Elvin Camalov [الإنجليزية]‏
- 6 غوزو
- 7 علييف
- 8 محمودوف
- 9 Bassala Sambou [الإنجليزية]‏
- 11 Alex Fernandes (footballer, born 2002) [الإنجليزية]‏
- 13 Emil Safarov [الإنجليزية]‏
- 14 Edvin Kuč [الإنجليزية]‏
- 17 حاجيف
- 18 Ohori
- 19 Azər Salahlı [الإنجليزية]‏

{{لاعب تشكيلة فريق كرة قدم|الرقم=20|الاسم=Conteh
- 22 داربو
- 23 باور
- 24 سيك
- 30 Samigullin
- 44 ماتياس
- 47 Mammadov
- 77 Yegor Bogomolsky [الإنجليزية]‏
- 88 Andriy Shtohrin [الإنجليزية]‏
- 90 Ramil Sheydayev [الإنجليزية]‏
- 91 Salyanski
- 93 Rza Jafarov [الإنجليزية]‏
- 99 كوفي
- مدرب: عباسوف